# Campeonato nacional de Estados Unidos 1945
Lista de los campeones del Campeonato nacional de Estados Unidos de 1945:

## Senior

### Individuales masculinos
Frank Parker vence a  William Talbert, 14–12, 6–1, 6—2

### Individuales femeninos
Sarah Palfrey Cooke vence a  Pauline Betz Addie, 3–6, 8–6, 6–4

### Dobles masculinos
Gardnar Mulloy /  Bill Talbert vencen a  Bob Falkenburg /  Jack Tuero, 12–10, 8–10, 12–10, 6–2

### Dobles femeninos
Louise Brough /  Margaret Osborne vencen a  Pauline Betz /  Doris Hart, 6–3, 6–3

### Dobles mixto
Margaret Osborne /  Bill Talbert vencen a  Doris Hart /  Bob Falkenberg, 6–4, 6–4
| Predecesor: 1944 | Campeonato nacional de Estados Unidos 1945 | Sucesor: 1946                         |
| Predecesor: -    | Grand Slam 1945                            | Sucesor: Campeonato de Australia 1946 |

- Datos: Q2410684